# Közönséges krait
A közönséges krait (Bungarus caeruleus) a hüllők (Reptilia) osztályába, a  pikkelyes hüllők (Squamata) rendjébe és a mérgessiklófélék (Elapidae) családjába tartozó faj.

## Előfordulása
Pakisztán, Afganisztán, India, Srí Lanka, Banglades és Nepál területén honos. Erdőkben és szavannákon él.

## Megjelenése
Hossza 0,8-1,7 méter. Színe kékesfekete, fehér sávokkal, de egyszínű, sötét példányok is előfordulnak.

## Életmódja
Éjjel aktív, nappal elrejtőzik.

## Táplálkozása
Fő táplálékai rágcsálók és kisebb méretű hüllők.

## Szaporodása
Fészekalja 8-12 tojásból áll.

## Külső hivatkozás
- Képek az interneten a fajról